# مبنى السلطان عبد الصمد
مبنى السلطان عبد الصمد Sultan Abdul Samad Building هو مبنى من أواخر القرن التاسع عشر يقع على طول جالان راجا أمام داتاران ميرديكا (ميدان الاستقلال) ونادي سلاغور الملكي في كوالالمبور، في ماليزيا. كان المبنى في الأصل يضم مكاتب الإدارة الاستعمارية البريطانية، وكان يُعرف ببساطة باسم المكاتب الحكومية في سنواته الأولى. في عام 1974، أعيدت تسميته على اسم السلطان عبد الصمد، سلطان سلاغور في الوقت الذي بدأ فيه البناء.
يضم المبنى كلاً من مكاتب وزارة الاتصالات والوسائط المتعددة ووزارة السياحة والثقافة في ماليزيا كما كان يضم في السابق المحاكم العليا في البلاد: المحكمة الفيدرالية لماليزيا ومحكمة الاستئناف والمحكمة العليا في مالايا. تحولت المحكمة الفيدرالية ومحكمة الاستئناف إلى قصر العدل في بوتراجاي خلال أوائل العقد الأول من القرن الحادي والعشرين، بينما تحولت المحكمة العليا في مالايا إلى مجمع محاكم كوالالمبور في عام 2007.

## التاريخ
كانت المكاتب الحكومية للإدارة الاستعمارية البريطانية تقع في الأصل في منطقة طريق بلاف (جالان بوكيت أمان حاليًا) على تل يطل على بادانج يُسمى الآن ميدان ميرديكا. ونظرًا للحاجة إلى المزيد من المساحات المكتبية ومكاتب شكاوى الجمهور، اقترح مهندس الدولة في إدارة الأشغال العامة في سلاغور تشارلز إدوين سبونر بناء مكاتب حكومية في الأسفل في السهل. رُفض الاقتراح الأولي بسبب التكلفة، لكن المقيم البريطاني في سلاغور ويليام إدوارد ماكسويل وافق على اقتراح ثانٍ بتكلفة أقل.

### الافتتاح
انتهت أعمال البناء في عام 1897، وأقيمت حفلة عشاء من قبل دائرة الأشغال العامة في سلاغور للاحتفال باستكماله. وفي 4 أبريل 1897 افتتح السير فرانك سويتنهام المبنى. كان الجزء الخارجي منه مضاءً بالكامل بواسطة مواقد الغاز، وهي المرة الأولى التي يُستخدم فيها مثل هذه الإضاءة في كوالالمبور.

## معرض الصور

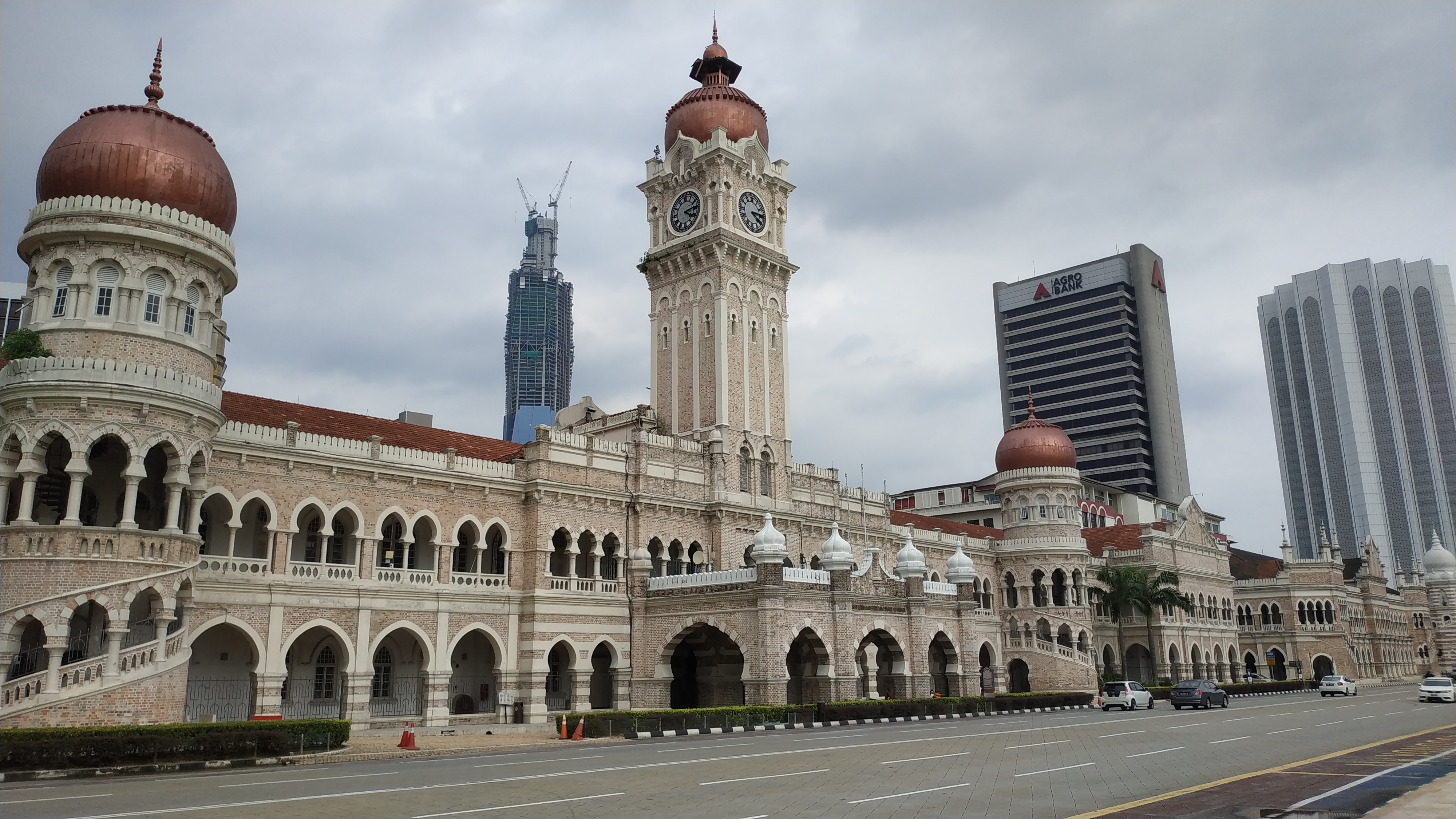
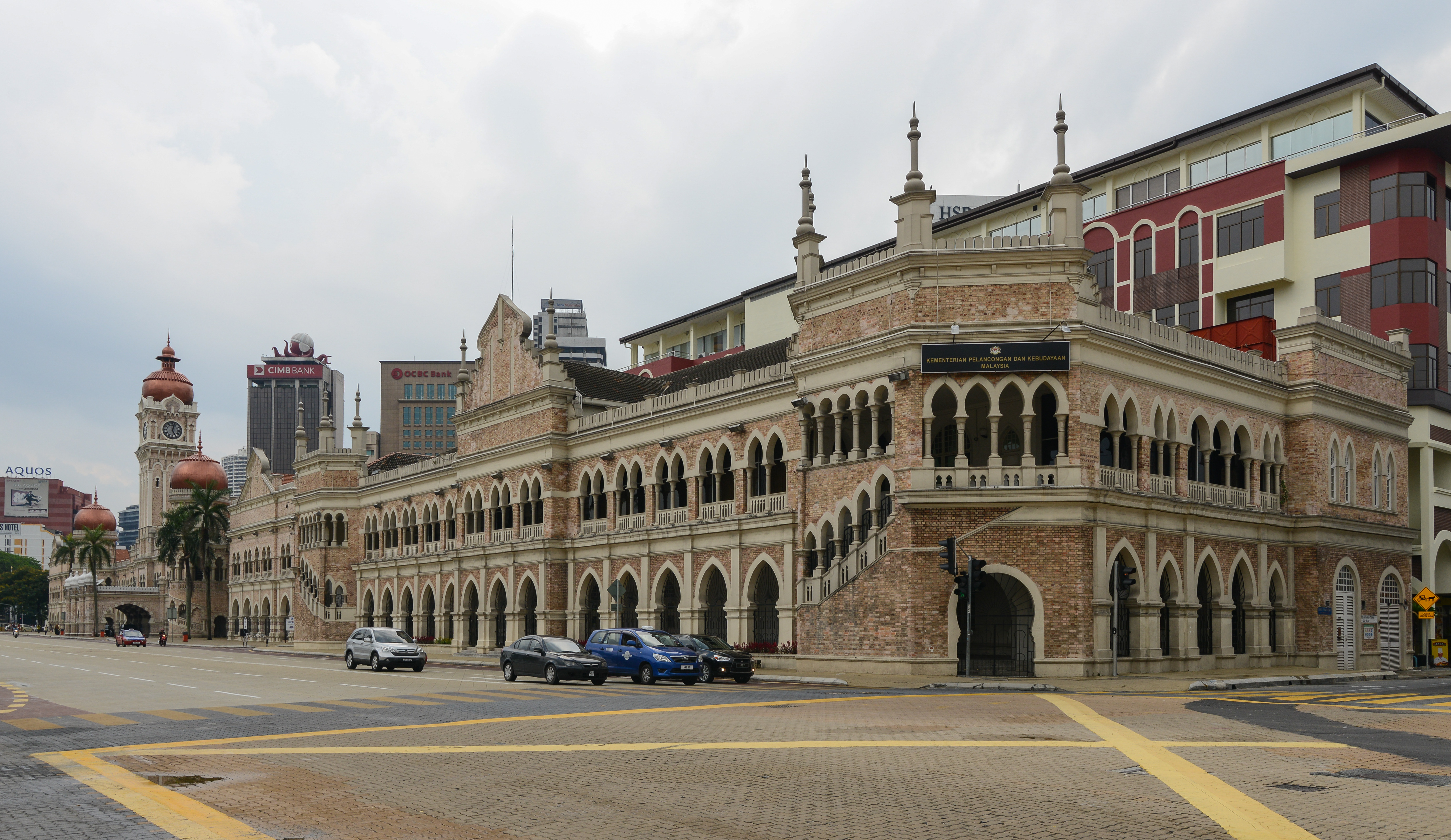
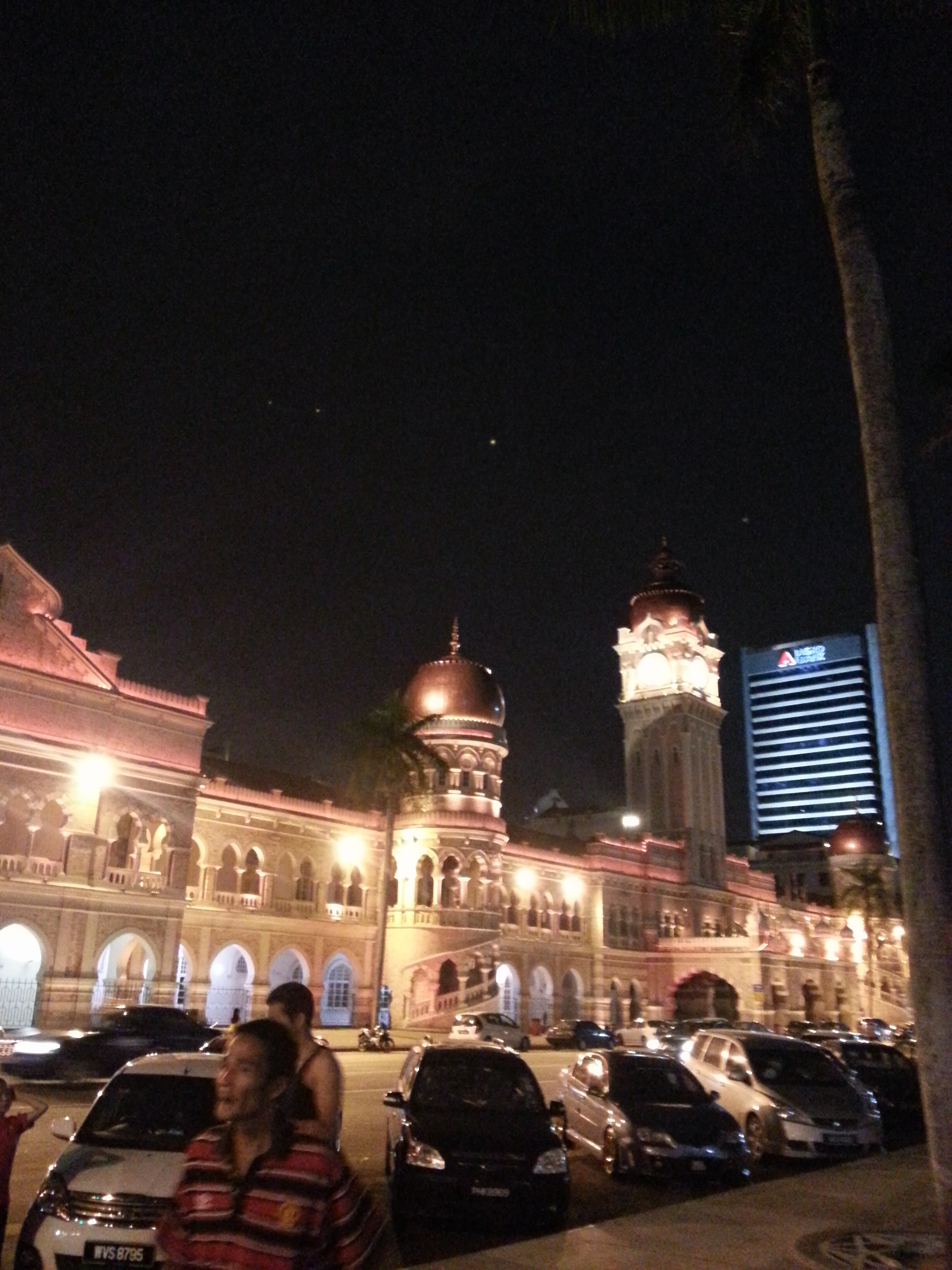
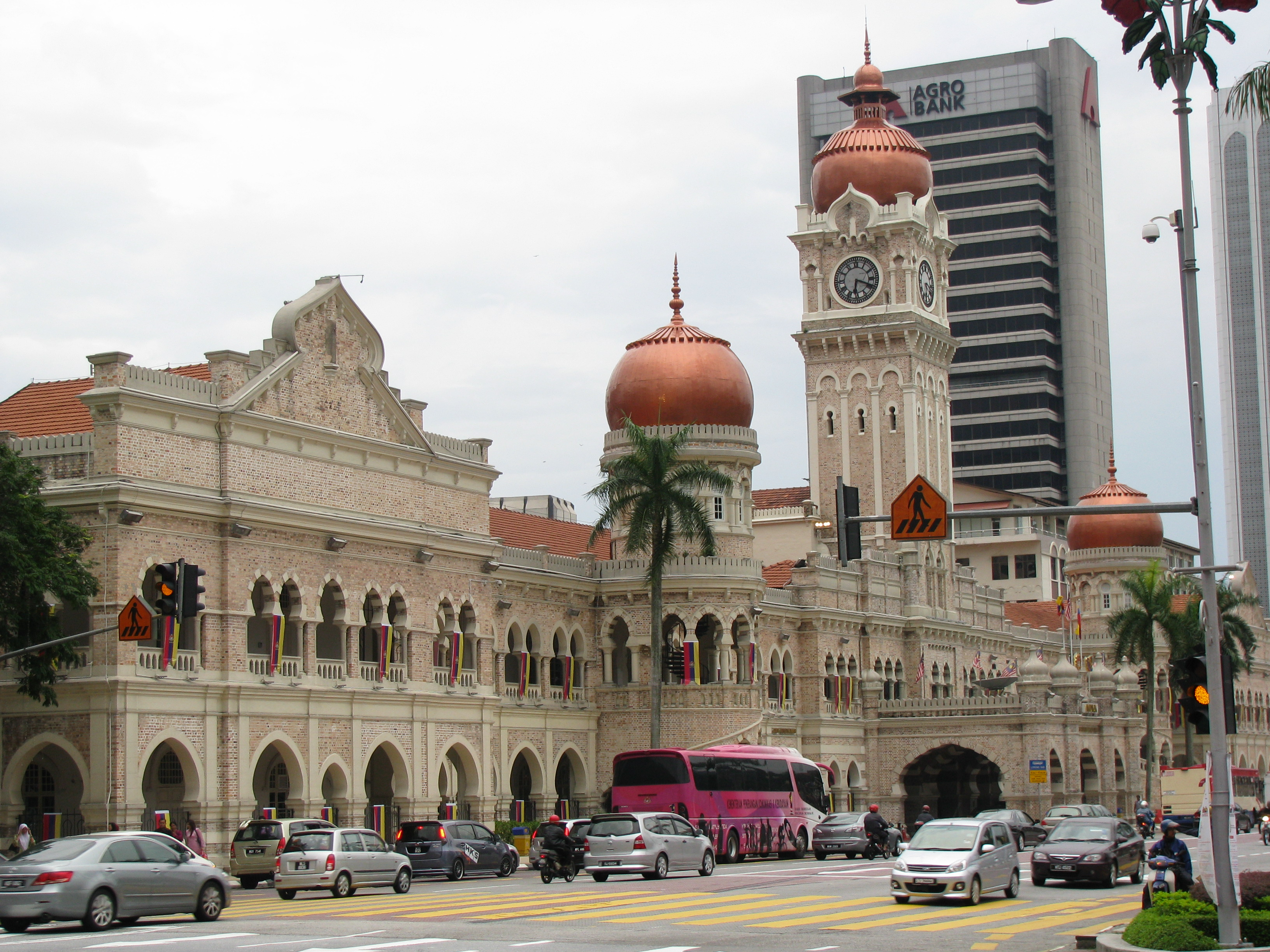
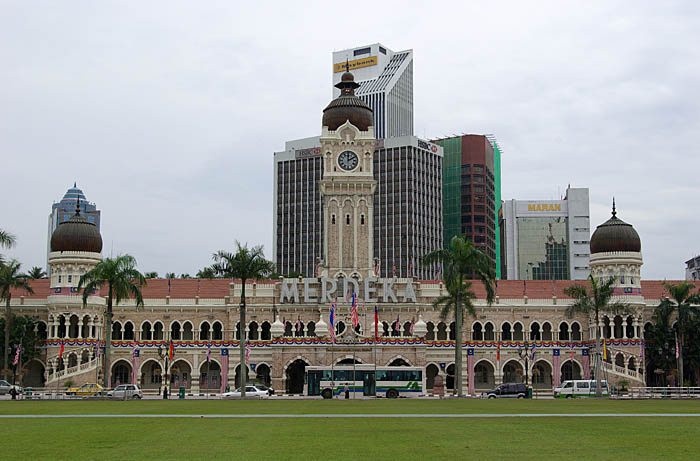
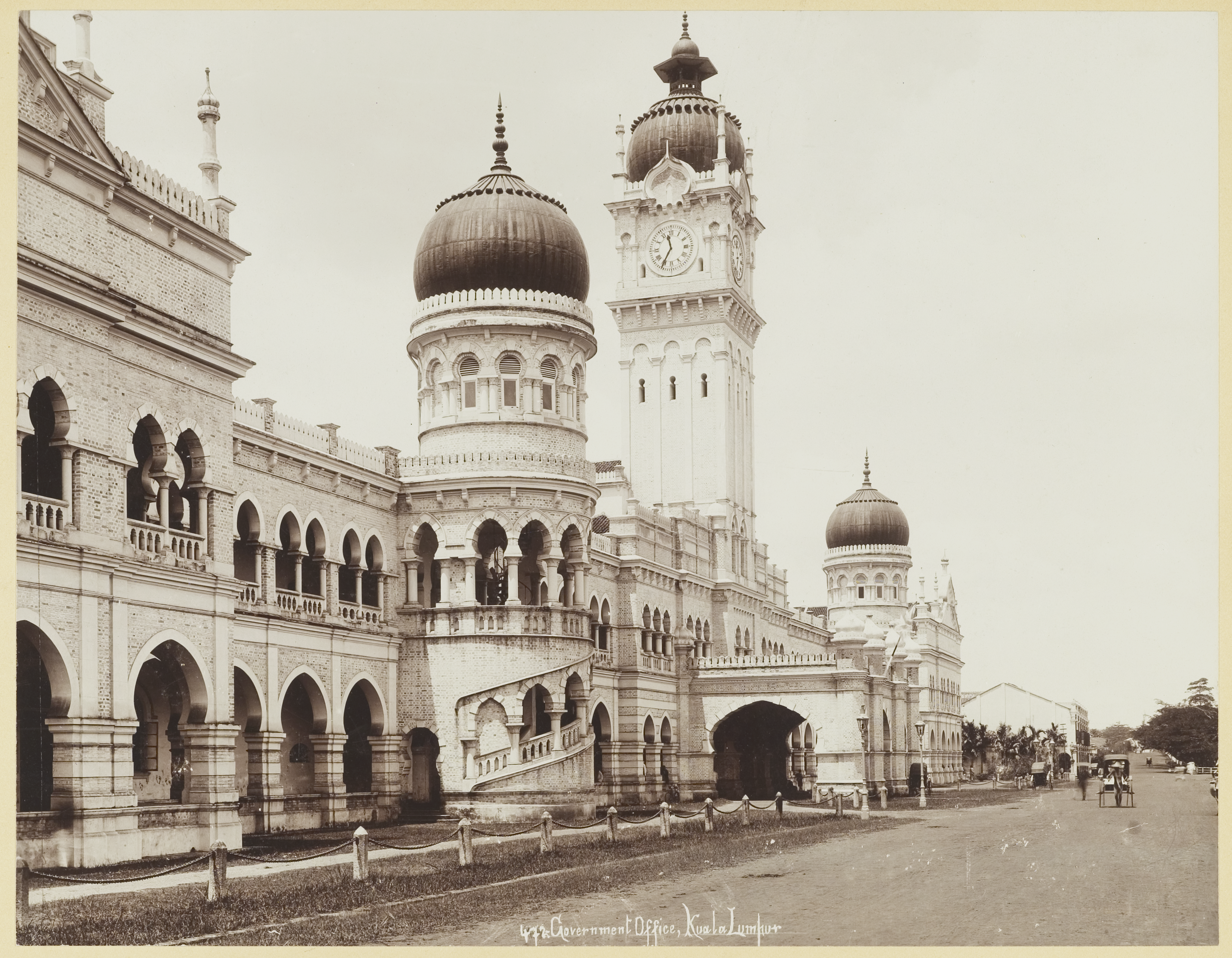
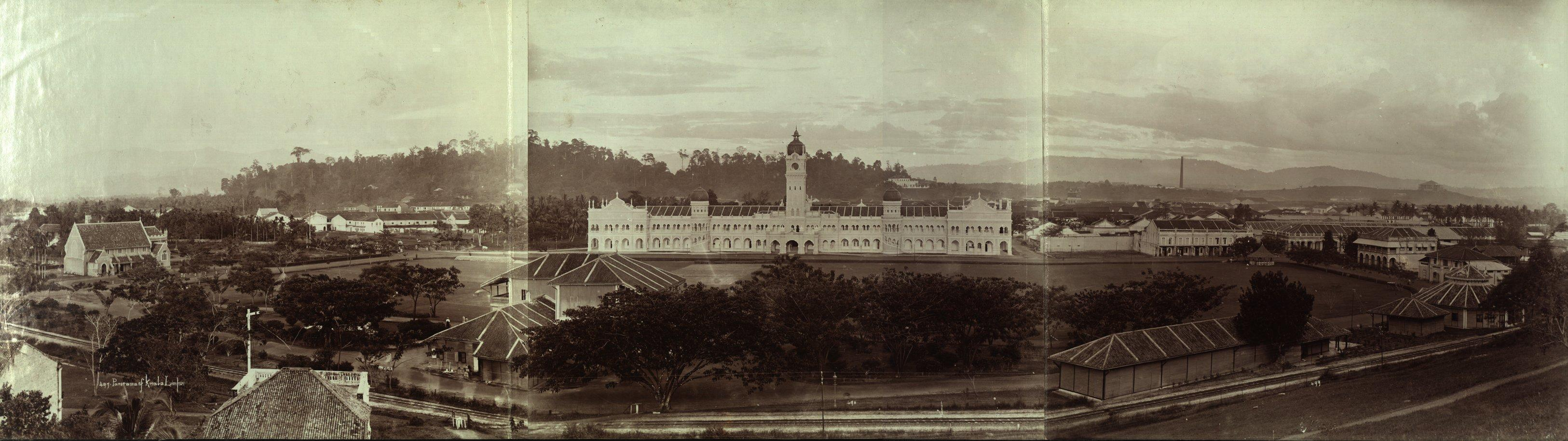
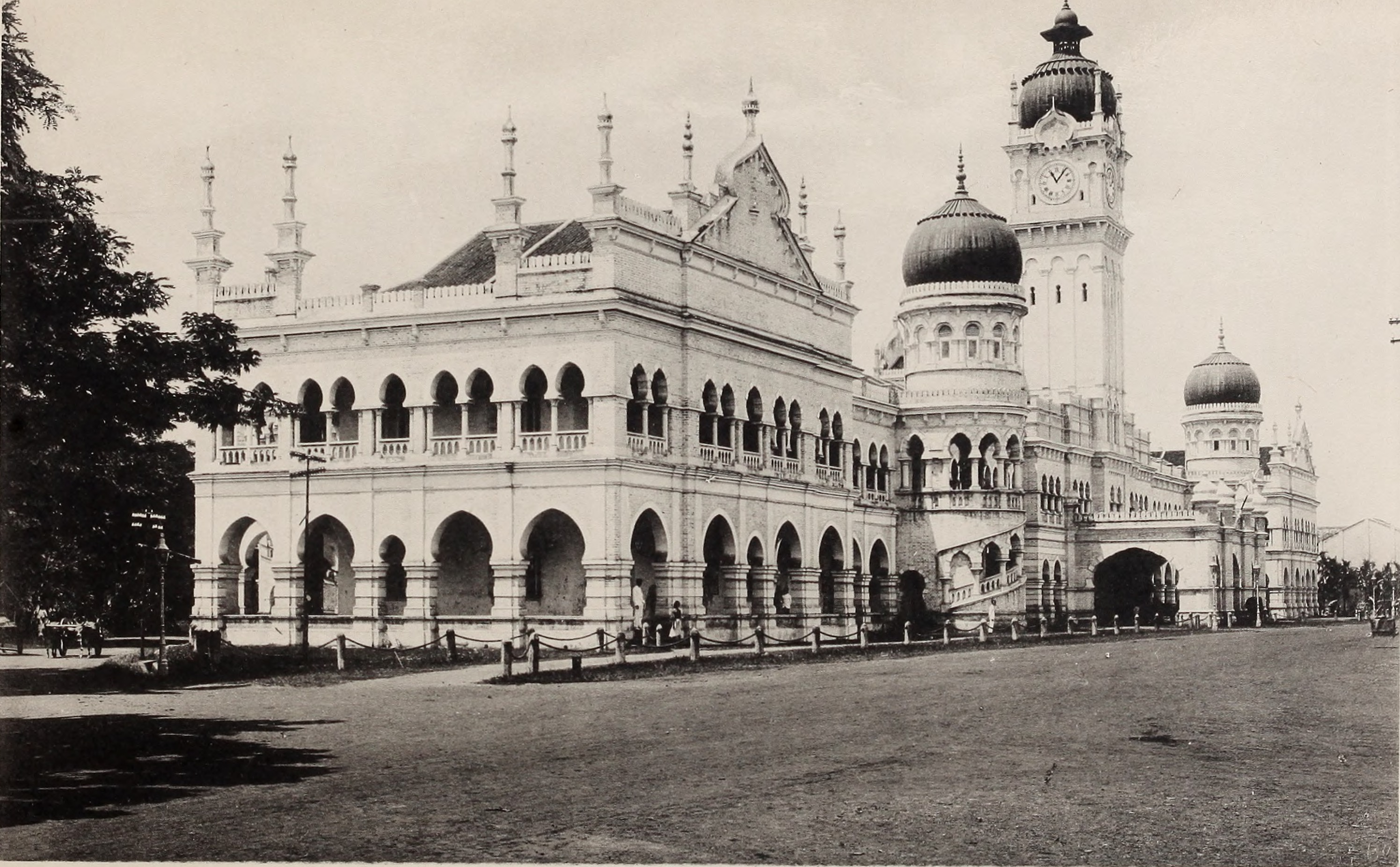
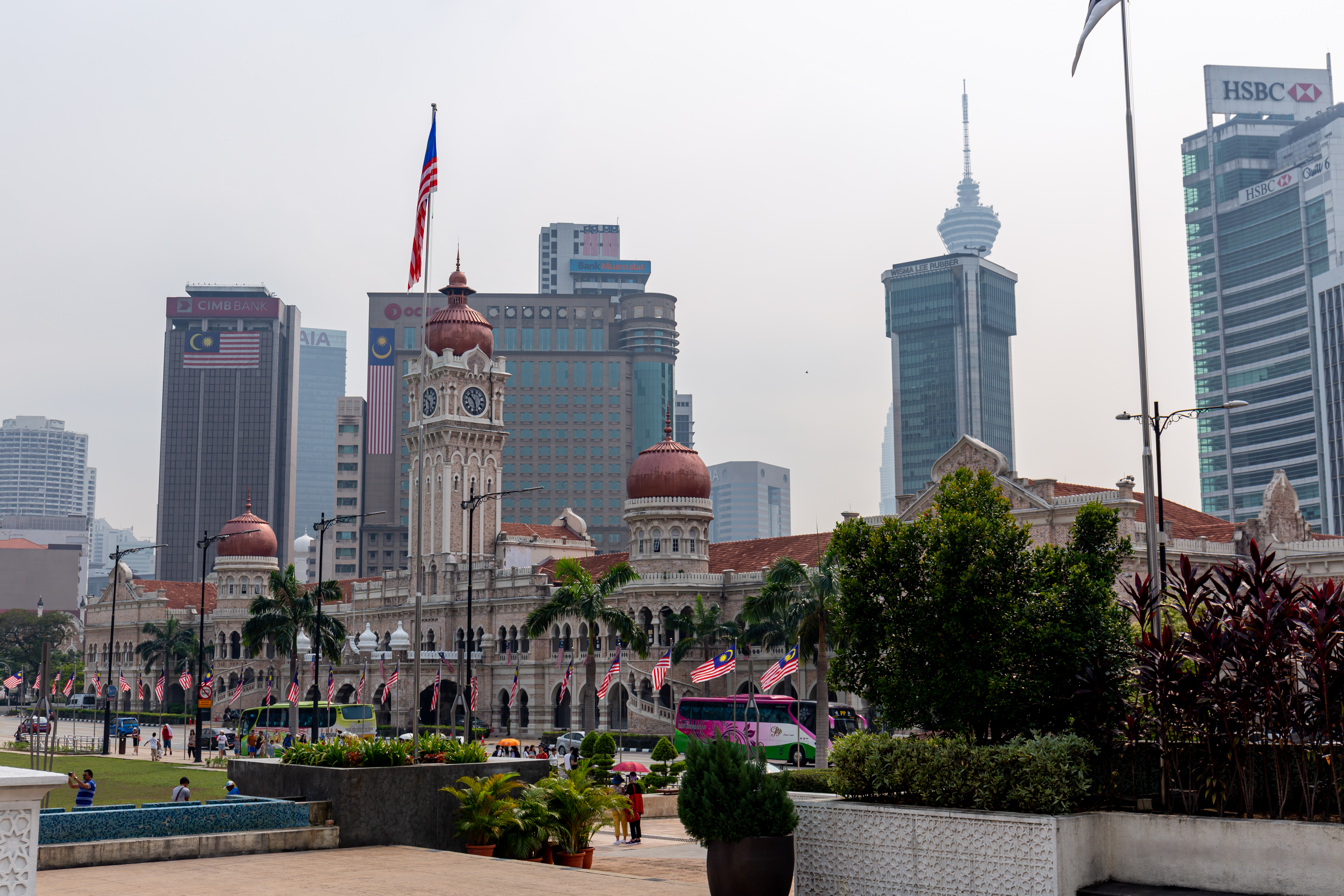
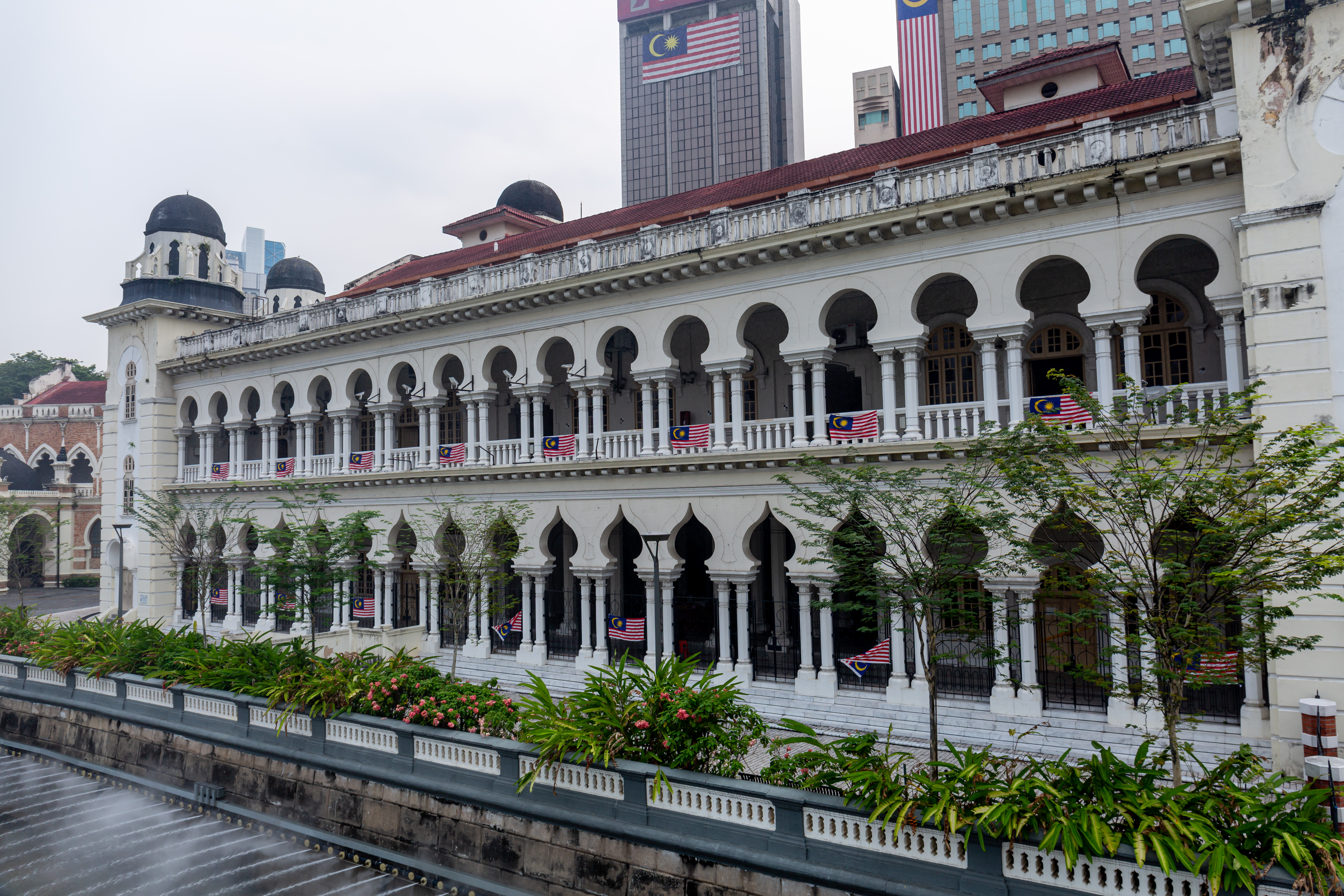
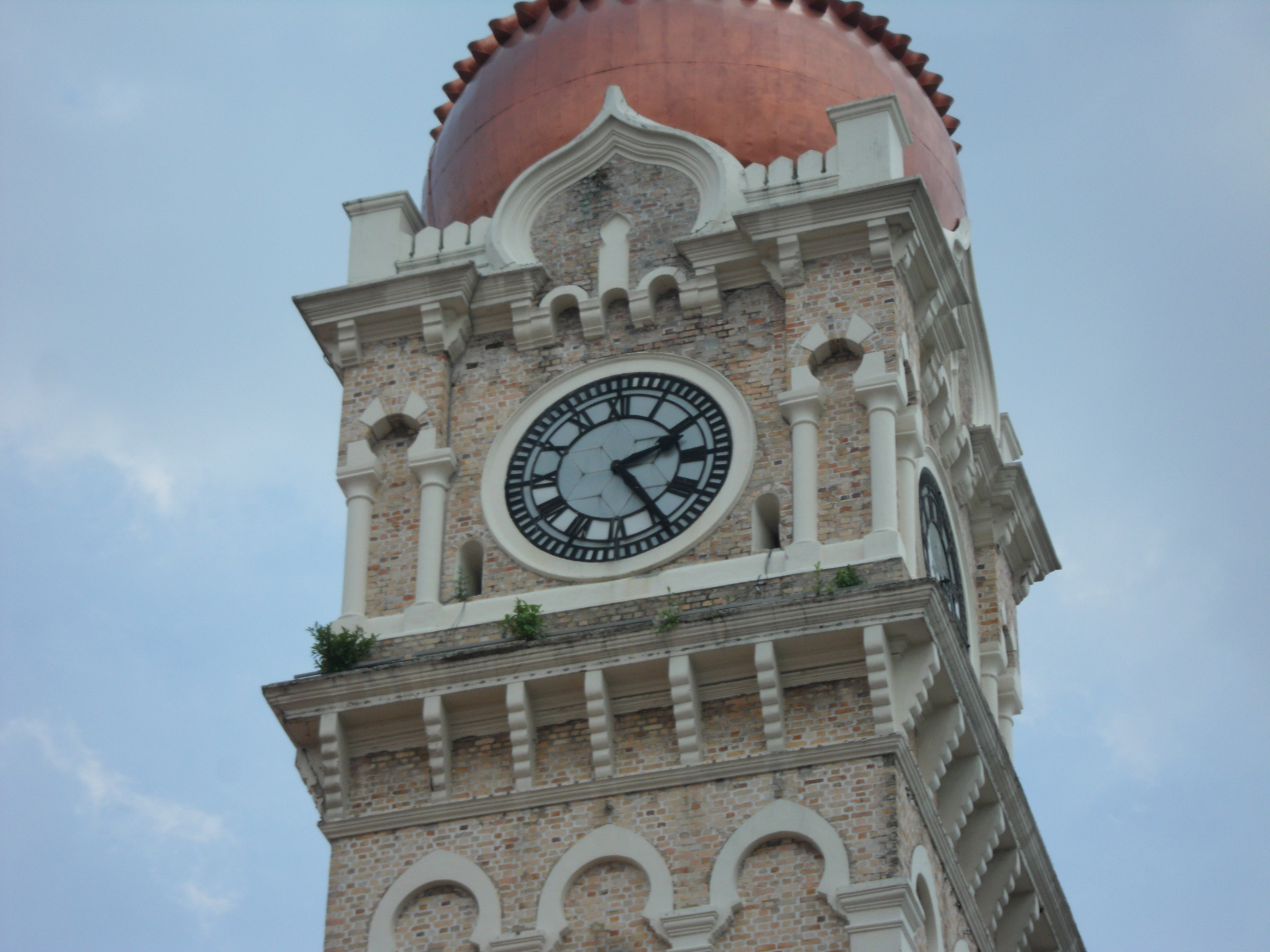
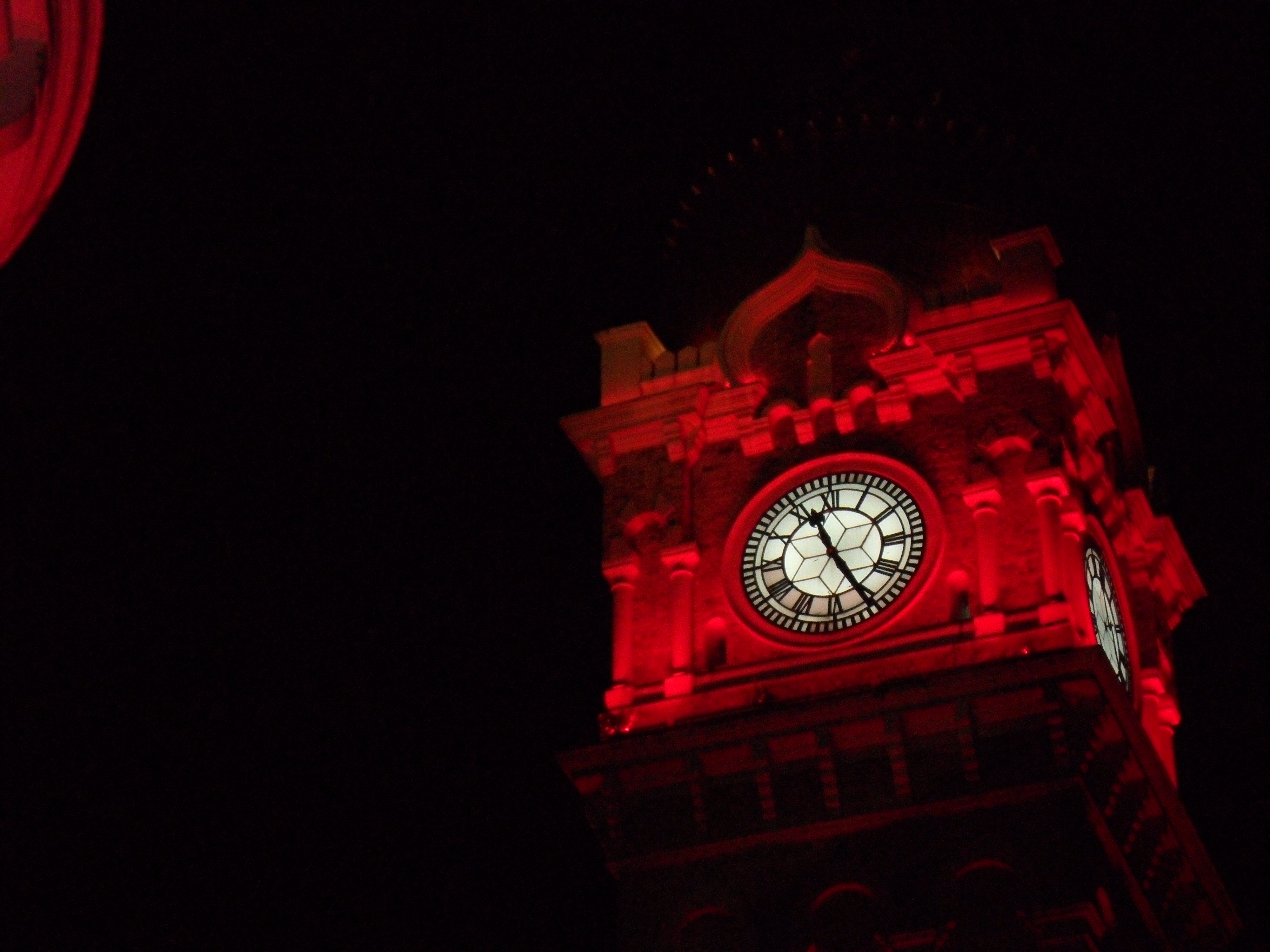
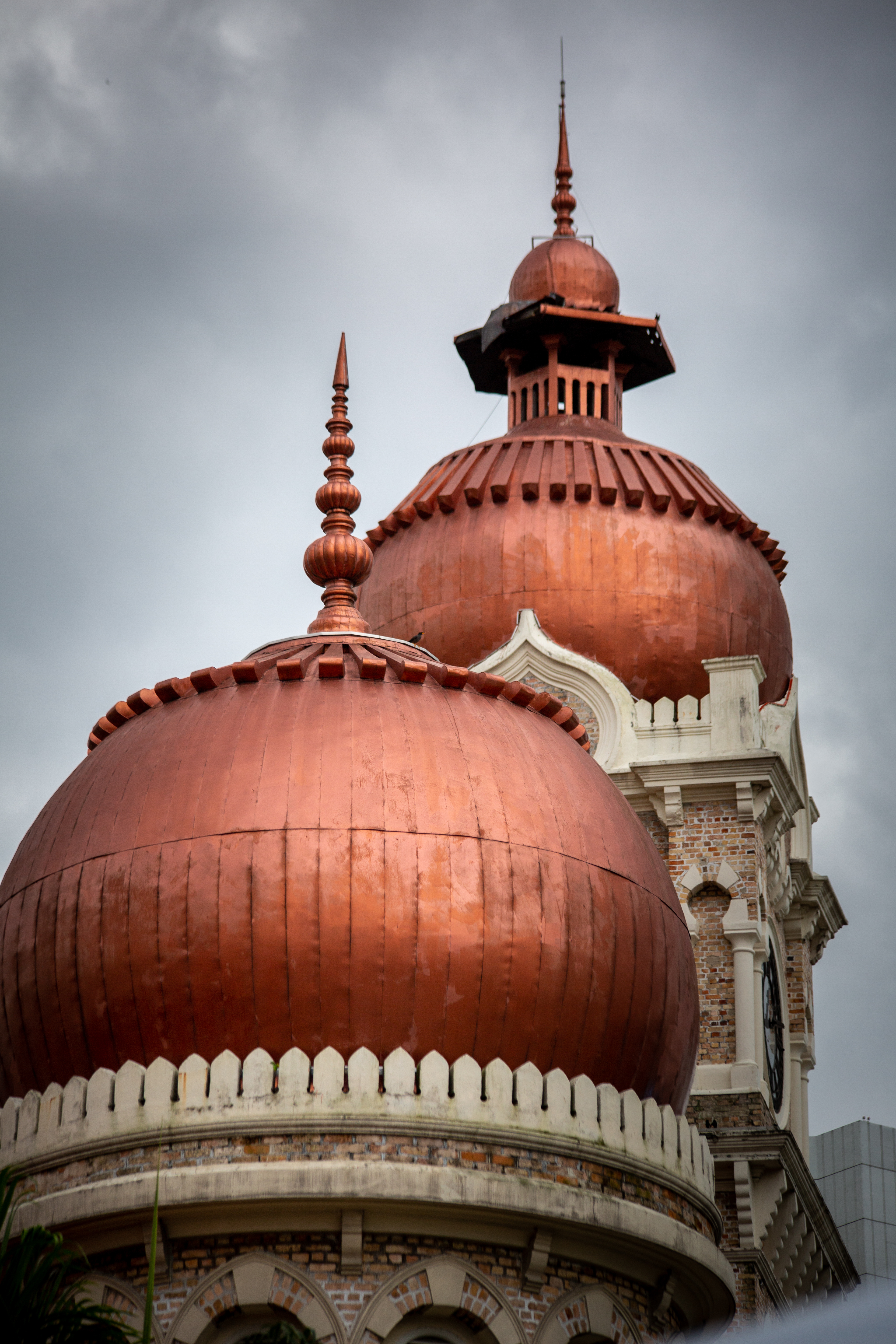

## وصلات خارجية
- معلومات مبنى السلطان عبد الصمد من مكتبة ماليزيا الوطنية
- السياحة الماليزية - مبنى السلطان عبد الصمد